# Schönberg (Gengenbach)
Schönberg ist ein Ortsteil von Schwaibach, einem Stadtteil von Gengenbach im Ortenaukreis in Baden-Württemberg.

## Geographie
Schönberg liegt zentral im Kinzigtal unmittelbar neben der Bundesstraße 33 und ist ein kleiner Weiler am südlichen Ende der Gemarkung von Schwaibach und der Stadt Gengenbach. Südlich von Schönberg liegen der Biberacher Ortsteil Fröschbach und Biberach selbst. Durch Schönberg fließt der Schönberger Bach, welcher in den ebenfalls durch Schönberg fließenden Mühlbach mündet. Dieser wiederum mündet in die Kinzig.

## Geschichte
Erstmals erwähnt wurde Schönberg 1423 als Schonberg. Schönberg wurde zur Versorgung der Mönche des Gengenbacher Klosters landwirtschaftlich erschlossen. Bis 1981 gab es hier einen Bahnhof an der Schwarzwaldbahn.

## Kultur

### Vereine

#### Narrenzunft Domino-Kasper Gengenbach
1998 wurde die Narrenzunft Domino-Kasper gegründet. Bis 2005 wurde dann das aktuelle Häs entwickelt. Dieses ist eine Kombination aus dem Domino (eine italienische Mönchsfigur) und dem Domino-Spiel. Das Häs besteht dabei aus zirka 1000 Dominosteinen. Dazu gehört noch ein Schellenstock. Alles zusammen wiegt das Häs rund 11 Kilogramm. 2001 wurde man ein eingetragener Verein.

## Wirtschaft und Infrastruktur

### Wirtschaft

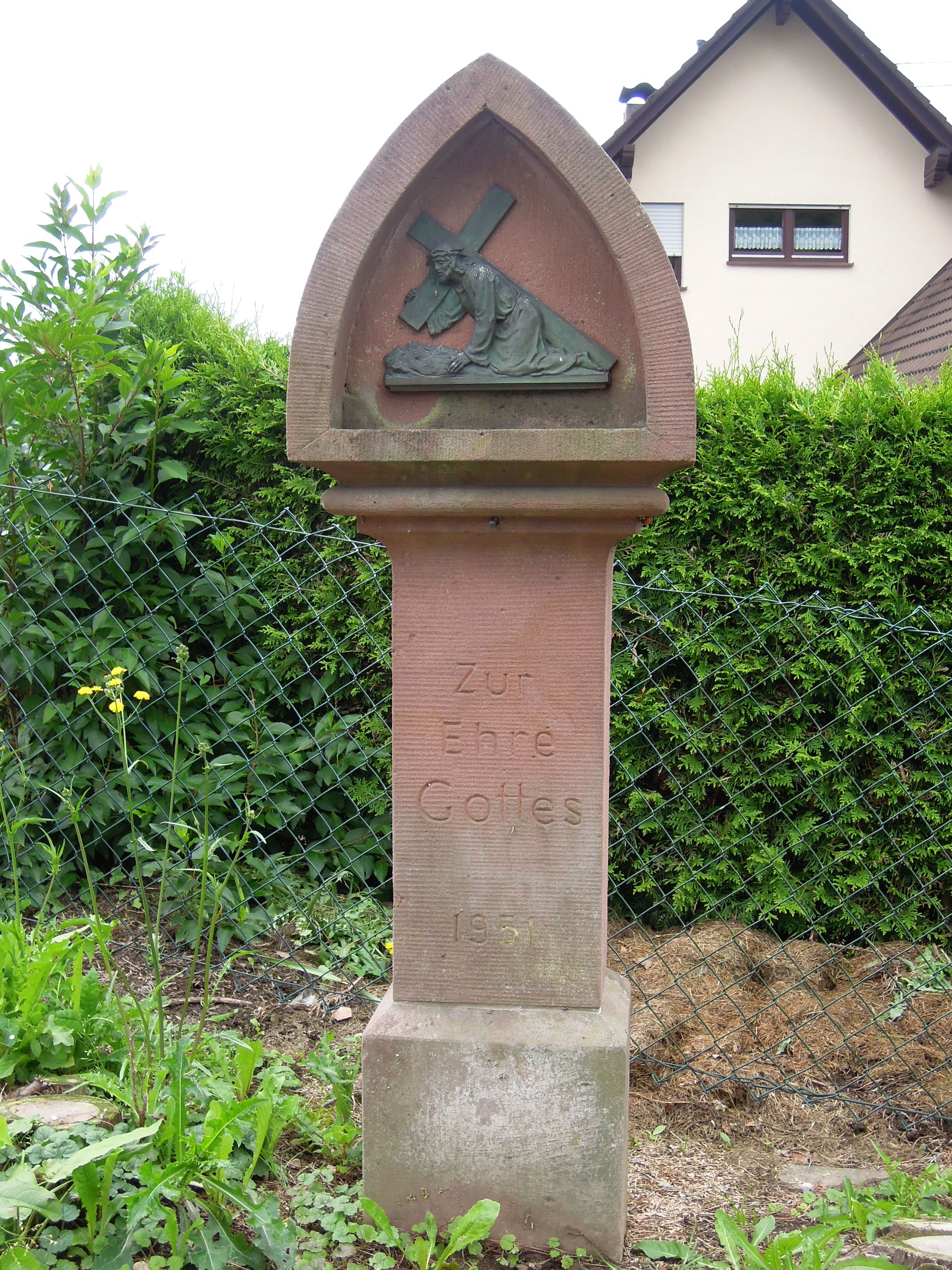
Bildstock in Schönberg

In Schönberg liegt der Geflügelhof Zapf.

### Verkehr
Durch Schönberg führt die Kreisstraße 5336, es fahren Busse an den Gengenbacher Bahnhof. Durch Schönberg führen die Gleise der Schwarzwaldbahn, Schönberg hat jedoch seit 1981 keinen eigenen Bahnhof mehr. Die nächsten Bahnhöfe sind in Gengenbach und Biberach.

### Internet
Im August 2024 sollen alle Häuser in Schönberg an das Breitband angeschlossen sein. Danach soll die Vodafone das Netz betreiben.

### Feuerwehr
Für Schönberg ist eigentlich die Feuerwehr Schwaibach zuständig, jedoch fährt auch meistens die Feuerwehr Bermersbach zu den Einsätzen. Wegen der großen Entfernung der beiden Feuerwehren wird Schönberg meist auch durch die Feuerwehr in Biberach angefahren.